# CoRoT
CoRoT (англ. CoRoT — Convection, Rotation and planetary Transits) — космічний телескоп, створений Національним центром космічних досліджень Франції за участі Європейської космічної агенції, а також науково-дослідницьких центрів Австрії, Іспанії, Німеччини, Бельґії й Бразилії. Основне завдання пристрою — пошук екзопланет, зокрема й планет земного типу. Другорядне завдання — вивчення будови зір.

## Опис

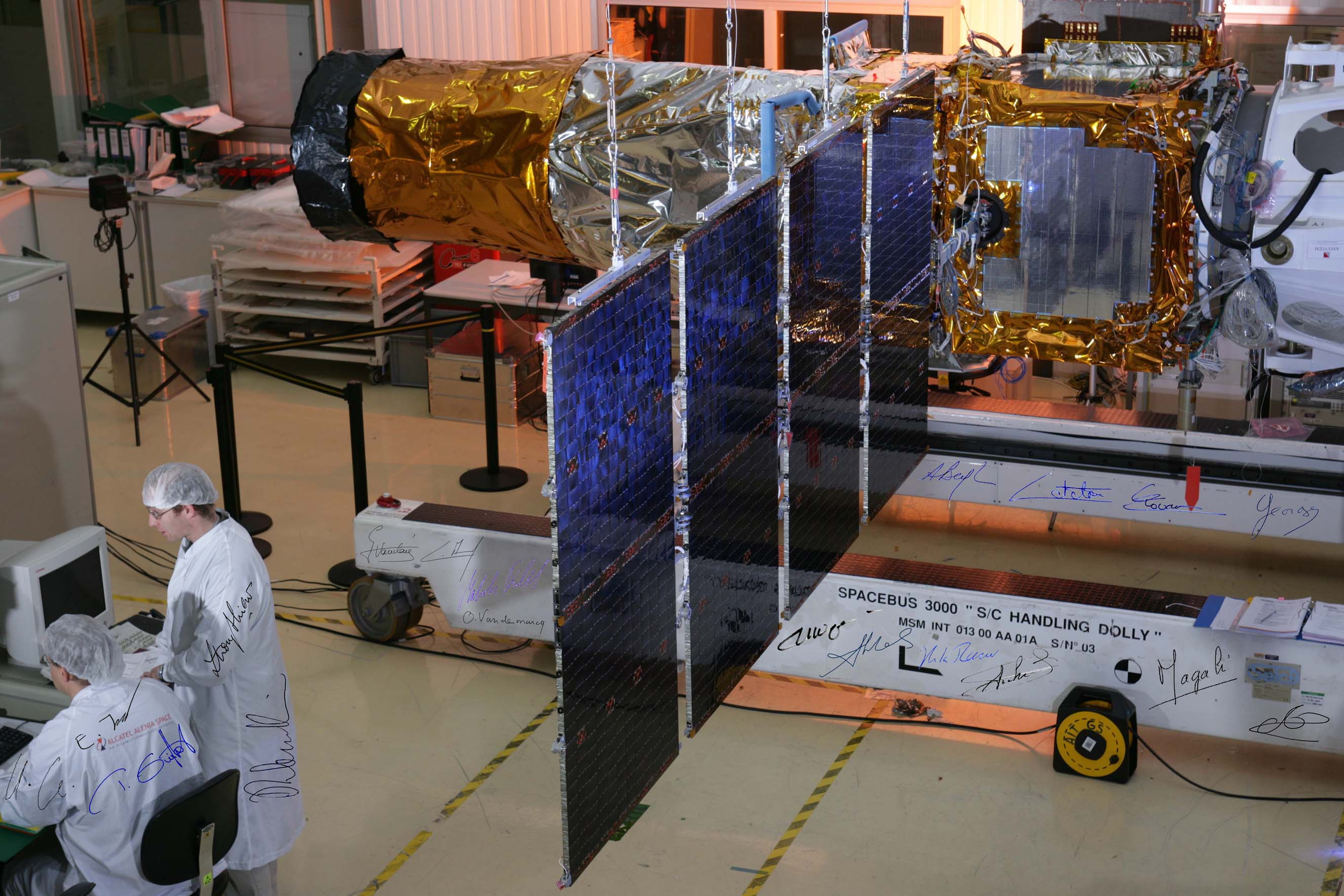
Супутник CoRoT в інтеграційному залі Thales Alenia Space, Канни

Супутник було виготовлено на базі платформи Proteus, вперше випробуваної в складі космічного апарата Jason-1. На орбіту КОРОТ вивела модернізована ракета-носій «Союз 2-1Б» із розгінним блоком «Фрегат».

Апарат було запущено з космодрому Байконур 27 грудня 2006 року о 17:23 за московським часом.

### Прилади
- Телескоп:

Афокальний телескоп з двома два параболічними дзеркалами з фокусною відстанню 1,1 м (апертурою 27 см), що знімав криві блиску зір. У момент проходження перед ними планет блиск зорі дещо зменшується.
- Широкоохопна камера

Датчики: чотири ПЗЗ-матриці з роздільною здатністю 2048x4096
Об'єктив: фокусував світло (фокусна відстань 1200 мм) і кореґував геометричні аберації телескопа
- Бортовий комп'ютер

## Результати місії
За допомогою КОРОТа було відкрито 32 екзопланети, а також близько сотні кандидатів, які очікують підтвердження. КОРОТ вийшов з ладу раніше від запланованого терміну. Надходження наукових даних припинилося 2 листопада 2012 року. Після кількох невдалих спроб перезавантаження телескопа, було ухвалено рішення про припинення його діяльності. Наприкінці 2013 року супутник почав зниження, аби перейти на безпечнішу орбіту, на якій некерований апарат уникне зіткнення з іншими супутниками. Надалі його орбіта поступово знижуватиметься, що триватиме близько 45 років, доки апарат не увійде в щільні шари атмосфери, де згорить.

## Планети, відкриті CoRoT
- CoRoT-Exo-1b, 3 травня 2007
- CoRoT-Exo-2b, 20 травня 2007
- CoRoT-Exo-3b, 19 травня 2008 − (не планета, а коричневий карлик)
- CoRoT-Exo-4b, 19 травня 2008
- CoRoT-Exo-5b, 19 травня 2008
- CoRoT-Exo-6b, 2 лютого 2009
- COROT-Exo-7b, 3 лютого 2009